# ASP.NET Core
Chronologie des versions
ASP.NET
ASP.NET Core est un Framework Web gratuit et open-source, développé par Microsoft et la communauté. Il est plus performant qu'ASP.NET. C'est un Framework modulaire qui fonctionne à la fois avec le Framework .NET, sous Windows et .NET en multiplateforme. Cependant la prochaine version ASP.NET Core 3 fonctionnera uniquement avec .NET abandonnant le support du Framework .NET. 
Le framework est une réécriture complète qui unifie ASP.NET MVC et ASP.NET API Web en un seul modèle de programmation. 
Bien qu’il s’agisse d’un nouveau Framework, reposant sur une nouvelle pile Web, il présente un degré élevé de compatibilité avec ASP.NET MVC.  Les applications ASP.NET Core prennent en charge les versions côte à côte dans lesquelles différentes applications s'exécutant sur le même ordinateur peuvent cibler différentes versions d'ASP.NET Core. Cela n’est pas possible avec les versions précédentes d’ASP.NET.

## Historique des versions
| Numéro de version | Date de sortie | Fin du support | Outil de développement                         |
| ----------------- | -------------- | -------------- | ---------------------------------------------- |
| 1.0               | 2016-06-27     | 2019-06-27     | Visual Studio 2015, 2017                       |
| 1.1               | 2016-11-18     | 2019-06-27     | Visual Studio 2015, 2017                       |
| 2.0               | 2017-08-14     | 2018-10-01     | Visual Studio 2017                             |
| 2.1 (LTS)         | 2018-05-30     | 2021-08-21     | Visual Studio 2017                             |
| 2.2               | 2018-12-04     | 2019-12-23     | Visual Studio 2017 15.9 et 2019 16.0 preview 1 |
| 3.0               | 2019-11-19     | 2020-03-03     | Visual Studio 2019                             |
| 3.1 (LTS)         | 2019-12-03     | 2022-12-03     | Visual Studio 2019                             |
| 5.0               | 2020-11-10     | 2022-05-08     | Visual Studio 2019                             |
| 6.0 (LTS)         | 2021-11-08     | 2024-11-08     | Visual Studio 2022                             |
| 7.0               | 2022-11-08     | 2024-05-14     | Visual Studio 2022                             |
| 8.0 (LTS)         | 2023-11-14     | 2026-11-10     | Visual Studio 2022                             |
| 9.0               | 2024-11-12     | 2026-05-12     | Visual Studio 2022                             |

## Appellation
Le Framework de nom de code ASP.NET vNext, aurait dû s'appeler ASP.NET 5 à sa sortie. Toutefois, afin de mettre en avant qu'il ne s'agisse point d'une simple mise à jour du Framework ASP.NET existant, Microsoft a modifié le nom en ASP.NET Core au moment de sa publication.

## Fonctionnalités
- Développement sans compilation (la compilation est continue, de sorte que le développeur n'ait plus à invoquer la commande de compilation)
- Framework modulaires distribuées sous forme de paquets NuGet
- Exécution optimisée pour le cloud
- Les applications web peuvent être dissociées des serveurs web grâce à l'Interface Open Web pour .NET (OWIN) [8],[9]: fonctionne dans IIS ou en autonome
- Création d'interface utilisateur Web et d'API Web unifiée
- Un système de configuration basé sur l'environnement et prêt pour le cloud
- Un pipeline de requêtes HTTP léger et modulaire
- Génération et exécution multi-plateforme des applications ASP.NET Core sur Windows, Mac et Linux
- Open-source et axé sur la communauté
- Gestion d'application ciblant différentes versions de .NET

## Composants
- Entity Framework (EF) Core
- Identity Core
- MVC Core
- Razor Core
- SignalR
- Blazor

## Voir également
- .NET
- Mono
- Visual Studio Code